# 塞纳河畔沃
塞纳河畔沃（法語：Vaux-sur-Seine，法語發音：[vo syʁ sɛn]）是法国伊夫林省的一个市镇，位于该省北部，属于芒特拉若利区。

## 地理
塞纳河畔沃（49°0'28"N, 1°57'47"E）面积8.45 平方千米，位于法国法蘭西島大區伊夫林省，该省份为法国北部内陆省份，北起瓦兹河谷省，西接厄尔省，西南接厄尔-卢瓦省，东南接埃松省，东临上塞纳省。
与塞纳河畔沃接壤的市镇（或旧市镇、城区）包括：埃韦克蒙、伊夫林地区默朗、萊米羅、塞纳河畔特列勒、塞纳河畔韦尔讷伊、布瓦斯蒙、默尼库尔。

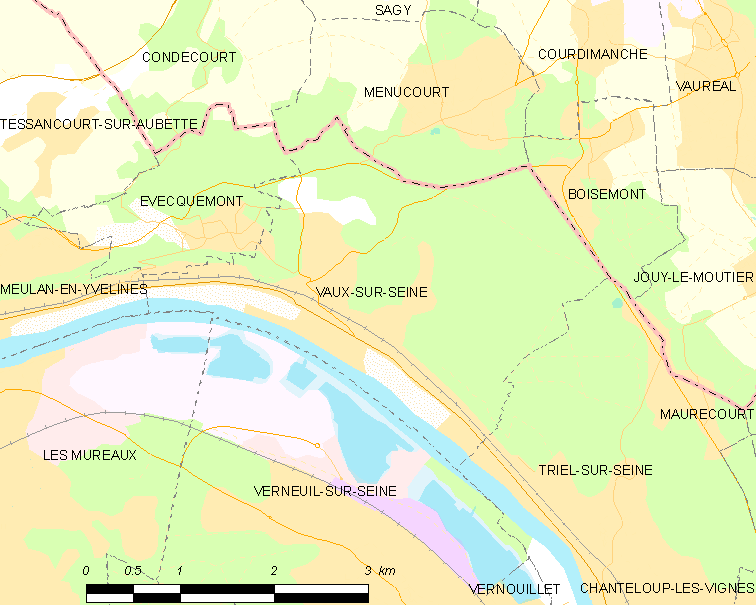
塞纳河畔沃的OSM定位图

塞纳河畔沃的时区为UTC+01:00、UTC+02:00（夏令时）。

## 行政
塞纳河畔沃的邮政编码为78740，INSEE市镇编码为78638。

## 政治
塞纳河畔沃所属的省级选区为莱米罗县。

## 人口

1962-2008年间塞纳河畔沃人口变化图示

塞纳河畔沃于2022年1月1日时的人口数量为5143人。